# Josef Šíma (malíř)
Josef Šíma, křtný Josef Jan Radim, někdy uváděn jako Joseph Sima (19. března 1891, Jaroměř – 24. července 1971, Paříž), byl český malíř, patřící k významným osobnostem evropského moderního malířství. Vzhledem k téměř 50letému pobytu v Paříži je někdy považován za malíře francouzského. Se svou rodnou zemí udržoval trvalý kontakt. Šíma měl blízko k surrealismu, zaměřoval se však více na symbolický rozměr obrazu, v pozdním období dospěl k světelným abstraktním malbám, někdy srovnávaným s obrazy Marka Rothka.

## Život

### Mládí v rodné zemi
Josef Šíma pocházel z rodiny výtvarníků, dědeček byl sochařem a kameníkem, otec profesorem kreslení na řemeslnické škole v Jaroměři se zálibou v národopisu. Josef Šíma byl nejstarší ze tří synů. V roce 1904 se rodina přestěhovala do Brna, kde byl otec jmenován profesorem na Státní průmyslové škole.
Po maturitě na reálném gymnáziu (1909) studoval jeden rok na Uměleckoprůmyslové škole v Praze (prof. Emanuel Dítě ml.) a v letech 1910–1914 na Akademii výtvarných umění v Praze (prof. Jan Preisler, Vlaho Bukovac). V letech 1913–1915 studoval na katedře pozemního stavitelství na brněnské technice. Bylo to na radu otce, který z něho chtěl mít profesora kreslení, ale také on sám se od dětství zajímal o technický pokrok a různé vynálezy, četl vědeckofantastické romány Julese Verna. Tato záliba, kterou sdílel s přítelem Jiřím Voskovcem, ho provázela celý život, stejně jako zájem o matematiku a geometrii.
Studium musel přerušit v roce 1915, protože dostal povolávací rozkaz na vojnu. V první světové válce (1915–1918) sloužil v Haliči, byl raněn do nohy a po vyléčení převelen na italskou frontu. Po vzniku Československa se stal vojákem nové armády a vojenskou službu zakončil na Slovensku, kam byl převelen na jaře 1919.
Po návratu do Brna působil jako asistent technického kreslení na vysoké škole technické. Pronajal si ateliér v Žabovřeskách a zapojil se do brněnského kulturního života. Spolu s výtvarníky Jaroslavem Králem, Eduardem Milénem, Františkem Süsserem a dalšími založili Klub výtvarných umělců Aleš v Brně (1919). Šíma byl zvolen jednatelem. Měl také přátele mezi literáty, především básníky. Patřil k zakládajícím členům skupiny Devětsil (1920). Zúčastnil se výstavy pořádané spolkem Aleš v Hodoníně koncem roku 1920 a v následujícím roce byl přizván na výstavu Tvrdošíjných a jejich hostů, která se konala v Praze, Brně a Košicích. Jeho poslední prací v Praze byla scéna pro hru R.U.R. Karla Čapka.

### Život ve Francii
Roku 1920 odešel do Francie, kde pracoval nejprve jako kreslič vitráží ve sklárnách Mauméjean, v přímořském městečku Hendaye v Baskicku. Ve volném čase chodil na procházky po okolí, k moři a také četl. V avantgardním časopise L’Esprit nouveau objevil myšlenky purismu, které ho ovlivnily v dalším uměleckém směřování. Práce v dílně byla špatně placená a Šíma si přivydělával psaním článků doplněných kresbami pro časopisy v Československu. Po devíti měsících dal ve sklárnách výpověď a odjel do Paříže, která byla centrem výtvarného umění. Chtěl tam strávit několik měsíců před návratem do Československa.
Zpočátku žil z úspor, neměl téměř žádné kontakty a jen obtížně sháněl prostředky na obživu. Obrat přineslo seznámení s Louise-Denise Germainovou, významnou knihvazačkou a umělkyní v oboru výrobků z kůže; za svou tvorbu získala Řád čestné legie. Zaměstnala ho jako návrháře knižních předsádek a spolu vydali knihu českých pohádek. Uvedla ho mezi pařížské umělecké kruhy a Šíma se v roce 1923 oženil s její dcerou Nadine. Po několika letech adoptovali dceru Aline. Šíma se uvedl jako kreslíř a ilustrátor, hlavním námětem jeho obrazů z té doby byly přístavy a parníky na Seině. V roce 1925 zakoupil dům v Yebles v kraji Brie, kde nacházel inspiraci pro své imaginativní krajiny.
Roku 1926 Šíma získal francouzské občanství a zbytek života strávil v nové vlasti. Zde se pro něj stalo rozhodujícím setkání s některými francouzskými básníky. Trvalý Šímův zájem o poezii a přátelství s básníky se v řadě případů proměnilo v tvůrčí spolupráci. Šíma vytvořil výtvarný doprovod k několika básnickým sbírkám. Prvním z nich byl Pierre Jean Jouve, který Šímu požádal o ilustrace pro svou knihu Ztracený ráj. Roku 1927 byl zakládajícím členem pařížské skupiny Le Grand Jeu (Vysoká hra), spolu s mladými francouzskými básníky kterými byli např. René Daumal, Roger Gilbert-Lecomte a Roger Vailland. Obdivoval dílo Augusta Perreta. Téhož roku měl první samostatnou výstavu v Paříži. Spolupráce trvala až do rozpadu skupiny v roce 1933. Šíma byl autorem obálky časopisu s motivem spirály, který skupina vydávala od roku 1928 a kam přispěl i svými kresbami.
Stále udržoval kontakty s českými umělci, kteří přijížděli do Paříže např. Janem Zrzavým, Jiřím Voskovcem, Karlem Teigem, Jaroslavem Seifertem, Adolfem Hoffmeistrem. Navštěvoval přátele a příbuzné v Československu. Zúčastňoval se činnosti uměleckých spolků ve své vlasti a svá díla často představoval na jejich výstavách. Od roku 1922 byl členem Spolku výtvarných umělců v Brně a spolupracovníkem Lidových novin, roku 1924 se připojil k brněnské pobočce Devětsilu. Posílal zprávy o pařížských výstavách a články o umělcích také do časopisů Život, Disk, Stavba, Bytová kultura, Rozpravy Aventina, Volné směry, Světozor, Kulturní politika, Výtvarné umění, aj. Publikaci s výběrem ze Šímových vlastních textů z let 1933 až 1958, které osvětlují malířovy názory na úlohu a povahu moderního umění, vydalo nakladatelství Gallery pod názvem Josef Šíma: Návrat Theseův (ed. Karel Srp, Lenka Bydžovská). V roce 1930 vstoupil do spolku Umělecká beseda. Byl organizátorem mezinárodní výstavy Poesie v roce 1932 v pražském Mánesu a kurátorem výstavy Art Tchécoslovaque 1938–1946, Galerie La Boëtie, Paříž (1946).

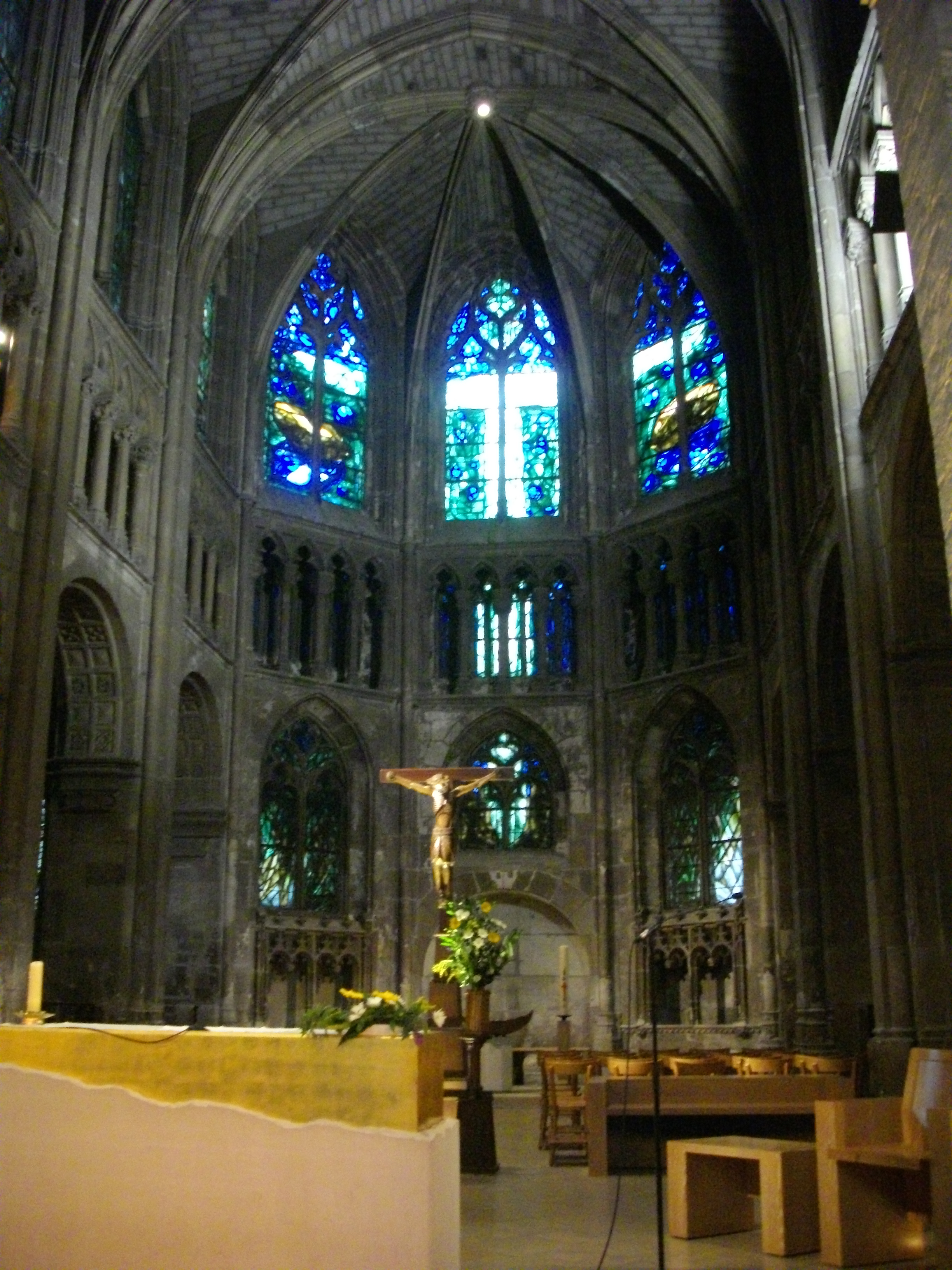
Šímovy vitráže v kostele Sv. Jakuba v Remeši

V roce 1939 se Šímova rodina po vyhlášení druhé světové války přestěhovala na zámeček Treignac v departementu Corrèze. V roce 1940 se usadili v letním domě v Nice, kde se zapojil do odbojové činnosti a při osvobození prožil dramatické okamžiky, kdy byla v ohrožení i jeho rodina. V období druhé světové války Šíma příliš nemaloval, tehdejší tragická situace ho tížila.
V lednu 1944 byl jmenován poradcem pro kulturní záležitosti na československém velvyslanectví v Paříži. Po válce vycestoval, spolu s Františkem Hudečkem, na Slovensko, kde ve zdejším folklóru a krajině hledali nové zdroje pro svoji tvorbu. Šímovy styky s Československem byly přerušeny po vzniku železné opony během studené války. K soustavnému malování se vrátil v roce 1950.
V roce 1963 byl přizván, aby realizoval vitráže pro kostel sv. Jakuba v Remeši. V srpnu 1969 jej při práci postihl srdeční záchvat, rozpracované vitráže dokončil podle Šímových návrhů vedoucí sklářského ateliéru Charles Marq. Josef Šíma se snažil malovat do posledních chvil, ale zemřel na záchvat mrtvice krátce po svých osmdesátých narozeninách, 24. července 1971. Je pohřben na hřbitově Thiais v Paříži.
U příležitosti 50. výročí úmrtí byl z iniciativy velvyslanectví České republiky Šímův hrob nově upraven. V červenci 2021 byl osazen renovovaný náhrobek a ozvláštněn novými prvky, které zhotovil sochař Vladimír Škoda.

### Ocenění
- 1967 Chevalier des Art et des Lettres, řád udělen A. Malrauxem.

## Tvorba
Jeho první práce po válce ovlivnil sociální civilismus, kolem roku 1920 maloval krajiny s železničními mosty, továrnami, vlaky (Automobil, Lokální dráha, Železniční most). Na svých drobných obrazech dokázal dobře zachytit atmosféru brněnských čtvrtí a místa z okolí Brna (Cementárna Maloměřice, Lužánky, Žabovřesky). V podobném stylu jsou také krajiny a obrazy z Francie z let 1922–24 (Lodě v přístavu, Le Havre). Na obraze Nadine (1922) se snažil o spojení portrétu a krajinomalby. Jeho krajinomalby z dvacátých let (Sázava–krajina s parníky, Sázava–Krajina s řekou, Dvojitá krajina) se vyznačují zvláštním užitím perspektivy pomocí nadhledu. Temná malířská paleta se postupně měnila, začal používat hnědé a okrové odstíny. Od roku 1924 se orientoval na syntetické zobrazení, ve kterém stále výraznější roli hrálo světlo.

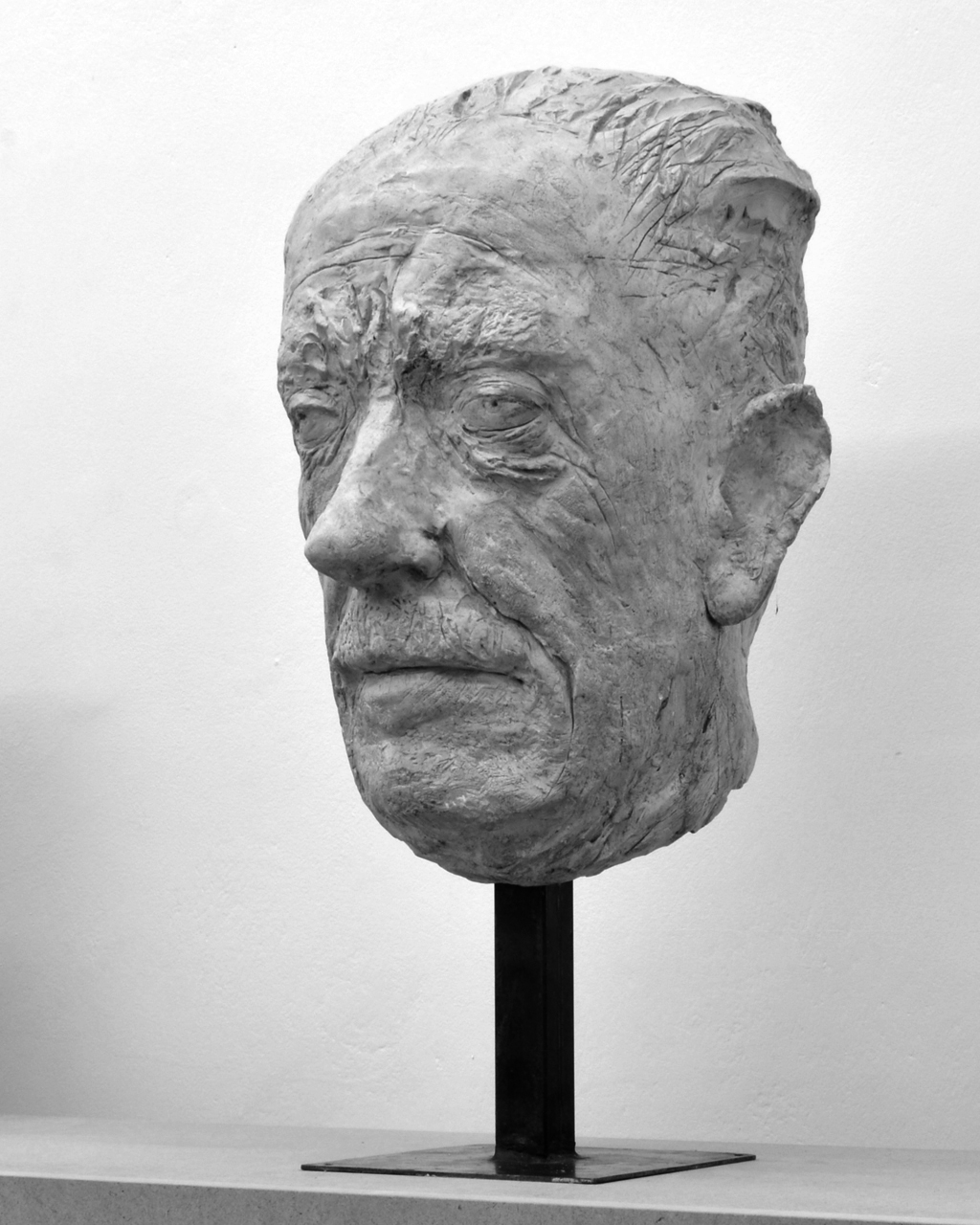
Vlasta Prachatická: Josef Šíma (1988)

Kolem roku 1925 se pod vlivem Pieta Mondriana snažil o geometrickou abstrakci, název geometrická ale odmítal, tvrdil, že pro přesný výraz je lépe použít nefigurativní. Šíma svým abstraktním obrazů dával názvy Kompozice, které byly později doplněny římskými číslicemi. Na Kompozici VII poprvé použil motiv vejce.
Jeho způsob malby se proměnil v druhé polovině 20. let, po setkání s P. J. Jouvem, i díky založení skupiny Le Grand Jeu. Originální poetika této skupiny, stejně jako Teigeho teze o poetismu, poznamenala Šímovu malířskou orientaci, vznikly první imaginativní obrazy. Šíma se začíná zajímat o nevědomí, o archetypy, mýty, zajímá ho východní filozofie i myšlenky presokratiků. Z této doby pochází např. obraz Evropa (1927), nebo obraz Mlno (1929), v kterém se zhmotnila Šímova vize jednoty celé přírody. Šíma se přiblížil uměleckému směru symbolismu, v jeho obrazech se opakují symboly vejce, krystalu, stromu. Svůj vnitřní svět, vzpomínky na dětství, sny a zážitky (kulový blesk) převedl do originální výtvarné podoby na rozhraní surrealismu a poetismu.
Na přelomu 20. a 30. let Šíma namaloval asi 30 portrétů svých přátel, jejichž bledé tváře vystupují z tmavého pozadí (Portrét Nadine Šímové, 1928, Podobizna Berenice Abbottové, 1928, Portrét Rogera Gilberta–Lecomta, 1929, Portrét Helène Povolozké, 1930 a další).
Ve 30. letech zpracoval nekonvenčně antická témata: Pád Ikarův (1936), Návrat Theseův (1933), obraz zakoupil Magistrát hlavního města Prahy již v roce 1936 (dnes součást sbírky Galerie hlavního města Prahy v Domě U Zlatého prstenu), poté Zoufalství Orfeovo a další. Symbolicky v nich vyjádřil obavy z vývoje politické situace v Evropě.
Od poloviny 50. let se téměř výhradním tématem jeho obrazů stává světlo, které chápal jako tvořivou sílu. Pozdější díla jsou mnohdy syntézou předchozích postupů, kupř: Šedá krajina s červeným tělem z roku 1967.
Šímova ilustrační tvorba doprovází hlavně českou a francouzskou literaturu. Bibliothèque nationale v Paříži uvádí v souborném katalogu jeho ilustračního díla (1979) celkem 73 knih s Šímovými ilustracemi (zhruba polovina jsou knihy v češtině, druhá polovina ve francouzštině). K vrcholům jeho ilustrační tvorby patří soubor kreseb a grafik pro sbírku Paradis perdu (Ztracený ráj) Pierra Jeana Jouva a album Paříž, ve kterém jeho lepty, ručně kolorované akvarelem, doprovázejí texty moderních francouzských autorů.

### Citát
| „            | Kdyby člověku bylo dáno, aby viděl současnost s odstupem jako vidí předcházející doby, asi by ustrnul jak to co vypadá z blízka jako chaos, jsou jen bezvýznamné drobnosti, které mizí v pevném řádu… Zatím padám dále jako Newtonovo jablko, přitahován neodolatelnou silou do neznáma. | “ |
| — Josef Šíma | |   |

| „                                                               | Šíma, sám básník mezi malíři, ilustroval vždy jen básníky mezi spisovateli, i když se ne vždycky vyjadřovali veršem. | “ |
| — František Šmejkal, Ilustrace Josefa Šímy, Praha 1962, str. 20 | |   |

## Výstavy–výběr
- 1925, Souborná výstava díla Josefa Šímy z let 1916–1925, Brno, knihkupectví Barviče a Novotného , 1.–30. duben [10]

- 1925, L’art d’aoujourdhui: Exposition des arts plastiques non imitatifs, Paříž - velká mezinárodní výstava abstraktního hnutí, Šíma zde vystavil své abstraktní kompozice, prosinec[11]
- 1927 práce na papíře, galerie Josepha Billieta, Paříž, první samostatná výstava Josefa Šímy v Paříži [12]
- 1928, výstava kreseb, Aventinská mansarda, Praha,[13]
- 1929, samostatná výstava v galerii Povolozky, Paříž, 4.– 31. prosinec [13]
- 1930 Záhada tváře, Galerie Povolozky, Paříž, 22. listopad – 13. prosinec [14]
- 1959 Festival malby, grafiky a sochařství Documenta II.,  Kassel, 11. červenec –  1. říjen 1959.
- 1968, retrospektivní výstava díla Josefa Šímy, Musée national d’art moderne, Paříž; Národní galerie, Praha; repríza v Brně a Bratislavě [3]
- 2014, Josef Šíma: Ztracený ráj, výstava kreseb a grafiky - ilustrací básnické sbírky Pierra Jeana Jouva. Národní galerie v Praze, Veletržní palác, 29. duben - 24. srpen 2014, kurátorka Anna Pravdová.[15]

- 2019 Josef Šíma: Cesta k Vysoké hře, Národní galerie v Praze, Valdštejnská jízdárna, 19. duben – 28. červenec 2019, Kurátoři: Anna Pravdová, Petr Ingerle.[16]